# Ardatov (Oblast' di Nižnij Novgorod)
Ardatov (in russo Арда́тов? è un insediamento di tipo urbano della Russia europea centrale, situata nella oblast' di Nižnij Novgorod; appartiene amministrativamente al rajon Ardatovskij, del quale è il capoluogo.